# Actinotia fleissii
Actinotia fleissii är en fjärilsart som beskrevs av Köhler 1979. Actinotia fleissii ingår i släktet Actinotia och familjen nattflyn. Inga underarter finns listade i Catalogue of Life.